# 广州公交集团客轮
广州公交集团客轮有限公司（前称：廣州市客輪公司）是广州市公交集团属下从事水上交通的国有企业，也是廣州水上巴士的运营公司。其成立于1952年，最早叫做“地方国营广州市轮渡公司”。现拥有码头35座，水上客运船舶51艘，车渡船舶3艘，水上公交航线14条，水上公交航线总里程数达到58.8公里，员工总数达到1168人；除了经营渡江客运交通业务（水上巴士与珠江观光）外，还经营有旅游服务、广告、水下打椿工程、船舶修理等业务。

## 历史
广州以轮船（电船）作为渡江交通工具，至今已有八十多年的历史，最初多由私营业者经营。
1952年，广州市人民政府收归整并大小私营业者，并设立“地方国营广州市轮渡公司”管理经营广州市区的渡江轮渡航线。初期只有小型木质船5艘，竹木码头2座，经营大钟楼至大基头和石榴岗至市头两条航线，全年客运量只有102.5万人次。经过多年的发展，到1989年其客运量创历史极值，年客运量多达1.1亿多人次。1991年，经营的航线有27条，大大小小的码头48座，船只有62艘，是成立初期的数十倍。
然而随着一系列过江桥隧的开通，原先依赖渡轮过江的客流大多流失；从1993年开始，渡轮客运量以15%-20%逐年递减，航线、航班收缩大半，大部分郊区航线及小部分市区航线取消，有的航线也从2艘船营运减为1艘船。
2012年12月3日，广州市政府通过了《广州市水上巴士发展规划（2013－2030）》，将全力构建以水上巴士航线为主的新型水上公共交通网络，廣州市客輪公司旗下除水上观光航线外的剩余航线转型为广州市水上巴士，转型工作于2013年9月29日完成。

### 大事表[2][3]
- 1952年1月1日：本公司前身“地方国营广州市轮渡公司”设立，初期只有小型木质船5艘，竹木码头2座，经营大钟楼至大基头和石榴岗至市头两条航线，全年客运量只有102.5万人次。
- 1952年底：公司拥有木质渡轮16艘，码头增至17座，航线增至8条，次年客运量也达到了681.03万人次。
- 1961年（一说1967年）：开办“珠江夜游”水上观光服务。
- 1970年：公司开始建造水泥船投入渡轮运输。
- 1978年：公司第一艘钢壳客船投入使用。
- 1980年至1991年：公司投入钢质客船共56艘，并开始逐年淘汰木质船和水泥船，同时对所属码头及渡江设施也全部进行了改造和更新。
- 1987年：公司被评为国家大型二类企业，是全国公交系统规模较大的客轮企业。
- 1989年：客运量创历史极值，年客运量多达1.1亿多人次。
- 1995年：公司完成第一艘快速船技术改造工程；并开始推行全员劳动合同制。
- 2003年：通过ISO9001管理认证
- 2006年：筹资建造“南海神•广州日报号”仿古船，并顺利完成迎接仿古船哥德堡号的重要任务；成立广州之星游轮有限公司，专门开展“新珠江游”项目；属下黄埔古港码头建设完成。
- 2007年：由广州港集团托管（2009年解除），同年4月10日开办“芳村码头－西堤码头－天字码头－中大码头”水上巴士航线。
- 2010年：承办并圆满完成亚运会开闭幕式珠江巡游活动工作。
- 2011年：完成了从化流溪河水上绿道项目建设，并控股成立从化流溪游船有限公司经营相关业务。
- 2012年：广州市政府于2012年12月3日通过《广州市水上巴士发展规划（2013－2030）》，将全力构建以水上巴士航线为主的新型水上公共交通网络。广州市水巴规划实施成为公司最重要的发展工作，旗下航线开始进行转型。
- 2013年9月29日：在经过186天的攻坚，包括完成六座码头的建设、15艘船舶的设计和建造，顺利完成含原有航线在内的12条航线规划实施后，广州水上巴士新增及优化航线正式开通。
- 2014年2月15日起：水上巴士正式实施新票价标准，并纳入广州市公交地铁票价优惠范围，同年6月，轮渡分公司更名为公交一分公司。
- 2014年11月16日：对航线进行优化调整，将原芳村-中大、芳村-广州塔航线合并为芳村-广州塔航线（即现S2线）。
- 2014年12月17日：新增黄沙码头-白蚬壳-南浦锦绣半岛和广州塔码头-海心沙码头两条航线，至此水上公交航线总数达到14条；同月30日起启动“广州塔珠江游联票”项目。
- 2017年5月23日：广州市公交集团宣布成立，廣州市客輪公司划入广州市公交集团旗下。
- 2018年11月23日起：因永兴街码头设备维护，“芳村—永兴街”水上巴士航线暂停营运。
- 2019年1月8日起：暂停营运S3（如意坊-坦尾）线。
- 2019年1月9日，更名后的广州公交集团客轮有限公司取得营业执照核准。

## 现有航线

### 水上巴士航线

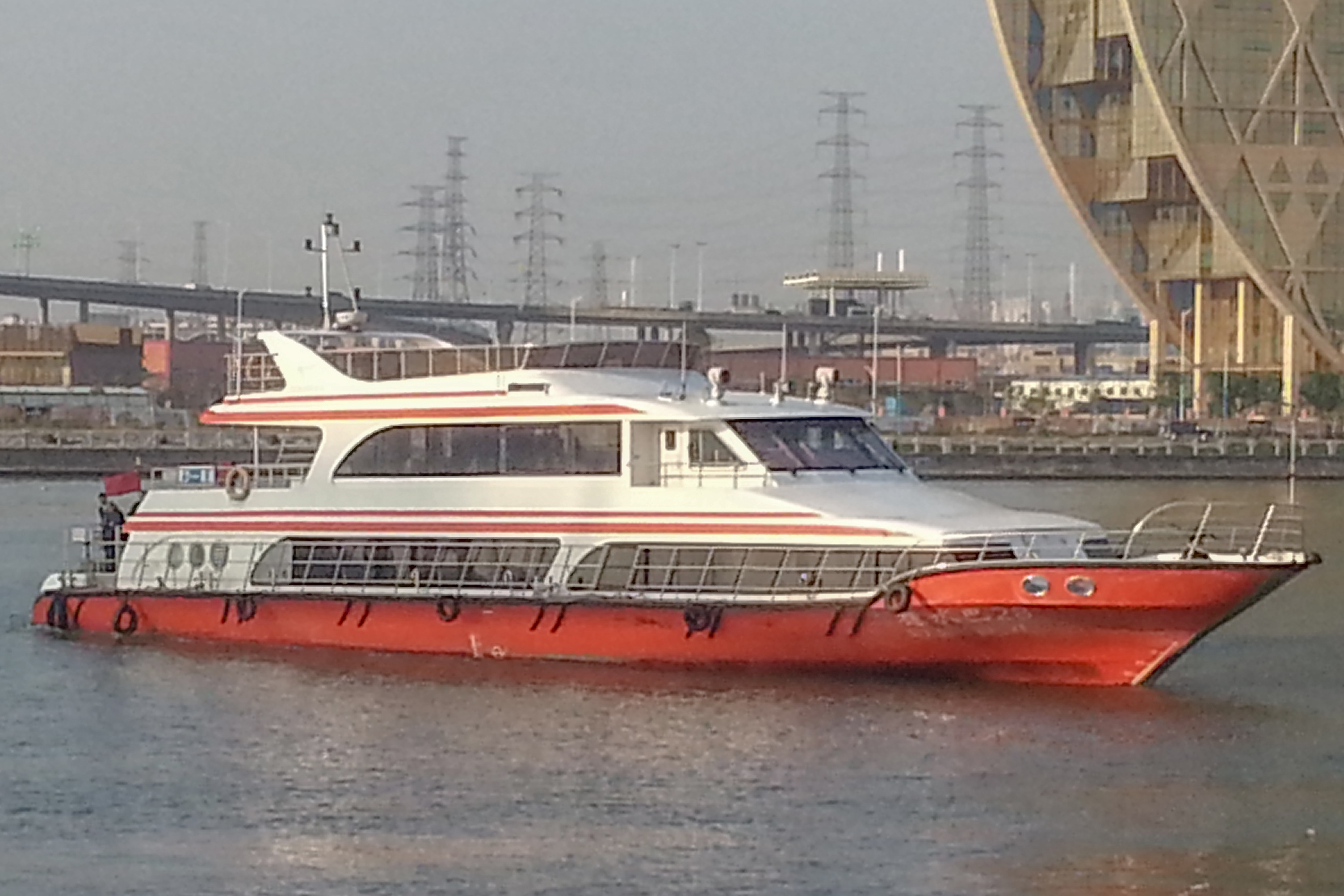
穗水巴28号水上巴士

广州水上巴士系统现运营12条航线。

### 珠江水上观光航线[4]
目前均由控股子公司——广州之星游轮有限公司运营，运营时间为18:20—21:45。
- 天字码头经广州塔（水上观光环线）
- 大元帅府码头经广州塔（水上观光环线）
- 海心沙码头经广州塔（水上观光环线）
- 天字码头至广州塔（水上观光专线，每日第一班）

### 车渡船航线[5]
- 长洲渡车船码头至鱼珠码头，营运时间 06:15~22:00

## 下属公司
- 广州之星游轮有限公司[6]：专门负责水上观光航线运营，始于1961年开办的珠江夜游服务，2006年由珠江游业务部分离后与民资以对半比例合资成立，其主要分公司为新珠江游分公司，经营有9艘高等级游船；业务除广州外，还在梅州设立梅州客通游船有限公司从事梅江游业务，后者现有“客都1号”和“客都2号”两艘豪华画舫游船[7]。
- 广州市客轮公司白鸥旅游分公司：1979年成立，现专门负责“南海神·广州日报号”（2006年下水）的经营维护工作，该游轮一楼设有贵宾房，二楼设有KTV、商务会议厅及海上丝绸之路博物馆，以历史图片、实物、讲解等形式，将广州千年商都的形象重现给游客。
- 公交一分公司：负责广州水上巴士调度运营工作。
- 从化流溪游船有限公司：2011年成立，经营从化流溪河水陆绿道项目，现有流溪河号木质仿古游船一艘。
- 广州黄埔车渡运输有限责任公司：前身为1983年12月成立的“黄埔区长洲渡口所”，1991年1月16日更名为“广州市黄埔区长洲渡车船”，2004年成为廣州市客輪公司的子公司，2018年7月2日改称现名，现拥有车渡船三艘，分别为穗车渡01~03号（曾有长洲车渡2号车渡船，1987年9月1日建造完工，2017年8月5日报废[8]），并拥有长洲、鱼珠两座车渡码头，经营两码头间的汽车渡运业务，年运量约40万辆次。穗车渡02号车渡船穗车渡03号车渡船
- 广州公交集团客轮有限公司船厂：简称“客轮船厂”，于1993年3月15日成立，最早称“广州市客轮公司船厂”，2019年2月改称“广州公交集团客轮有限公司广州船厂”，2022年3月31日改称现名。客轮船厂除负责自有渡轮游船的的维修、改装工作外，还承接市属国家机关钢质、玻璃钢执法船及交通船的维修保养工程；其水工工程队配有打桩船、吊重船及工程船等船舶设备，负责客轮公司二十几座码头水上工程日常的维护、抢修，码头的扩建及新建等水上工程任务，另外承接了市属国家机关所属公务码头的水上维护工程[9]。近年来客轮船厂已新造50多艘水上垃圾收集船、2艘珠江新型广告船及多艘新型渡江轮渡船，有关建造资质均得到广州海事局船检部门和中国船级社广州分社的认证检验。
- 客轮广告分公司：负责码头及船体的广告策划、招商工作。
- 码头物业管理分公司：负责码头物业管理，经营所属码头的物业出租、开发工作。

## 外部連結
- 广州公交集团客轮有限公司 （页面存档备份，存于）
- 珠江游轮业务—广州之星游轮 （页面存档备份，存于）